# Parc du 26e Centenaire
Le parc du 26e Centenaire Jean-Claude Gaudin, est un jardin public situé dans le 10e arrondissement de Marseille. Il est  aménagé sur le site de l'ancienne gare du Prado à proximité de la place Castellane, au cœur de la ville. Les travaux ont commencé à l'automne 1999 et le parc est inauguré par le maire, Jean-Claude Gaudin, le 23 juin 2001. Son nom fait référence à la fondation de Marseille, il y a 26 siècles par les Grecs sous le nom de Massalia. En 2005, il est labellisé Jardin remarquable.

## Historique
En juin 2024, le maire Benoît Payan annonce le renommage du site en « parc du 26e Centenaire - Jean-Claude Gaudin ».

## Description du parc
S'étendant sur 10 hectares, il vient compléter les parcs à l'intérieur de la ville de Marseille.
Ce parc dispose de : 
- quatre jardins thématiques (asiatique, africain, oriental, provençal) ;
- un étang de 3 000 m2 avec des canards, des poules ;
- des terrains de jeux pour les tout petits ;
- un espace glisse pour roller, skateboard et trottinettes ;
- terrain de boules et multi-sport ;
- des pistes cyclables et locations de vélos ;
- un belvédère situé en haut d'une colline permet un point de vue et d'admirer la ville ;
- une galerie d'exposition ;
- deux buvettes.

## Arbre de l’espérance
« L'Arbre de l'espérance » symbolise l'espoir, la tolérance et la fraternité, à l'ombre de cet arbre, les noms et prénoms de 500 000 Marseillais sont inscrits au sol. Ce sont les noms des Marseillais et Marseillaises ayant fait la demande d'avoir leurs noms inscrits après avoir fait un don à la Ville de Marseille pour la construction du nouveau parc. Avant son inauguration, une carte postale mémorielle fut éditée portant l'inscription :
« A Marseille, ma ville, fondée sous le signe de l'ouverture, de l'échange, et du respect de l'autre, aujourd'hui, je donne ma signature, j'ajoute une feuille à  l'arbre de l'Espérance, qui incarne ces valeurs d'humanité et de fraternité. C'est le message d'espoir que j'envoie au monde pour le troisième millénaire. »

## Galerie

Panorama circulaire depuis le parc du à Marseille - Vue Est.

Panorama circulaire depuis le parc du 26e centenaire à Marseille - Vue Nord.

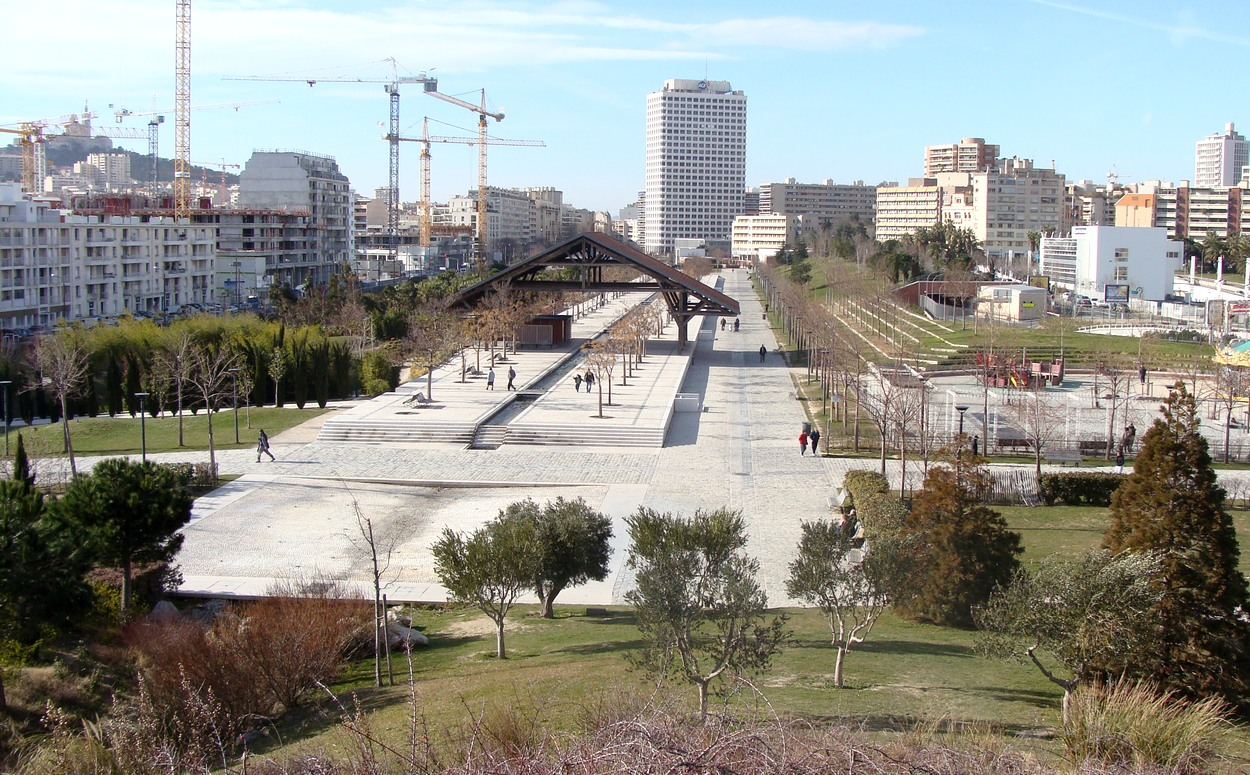
Marseille Parc du 26e, vue du belvédère.
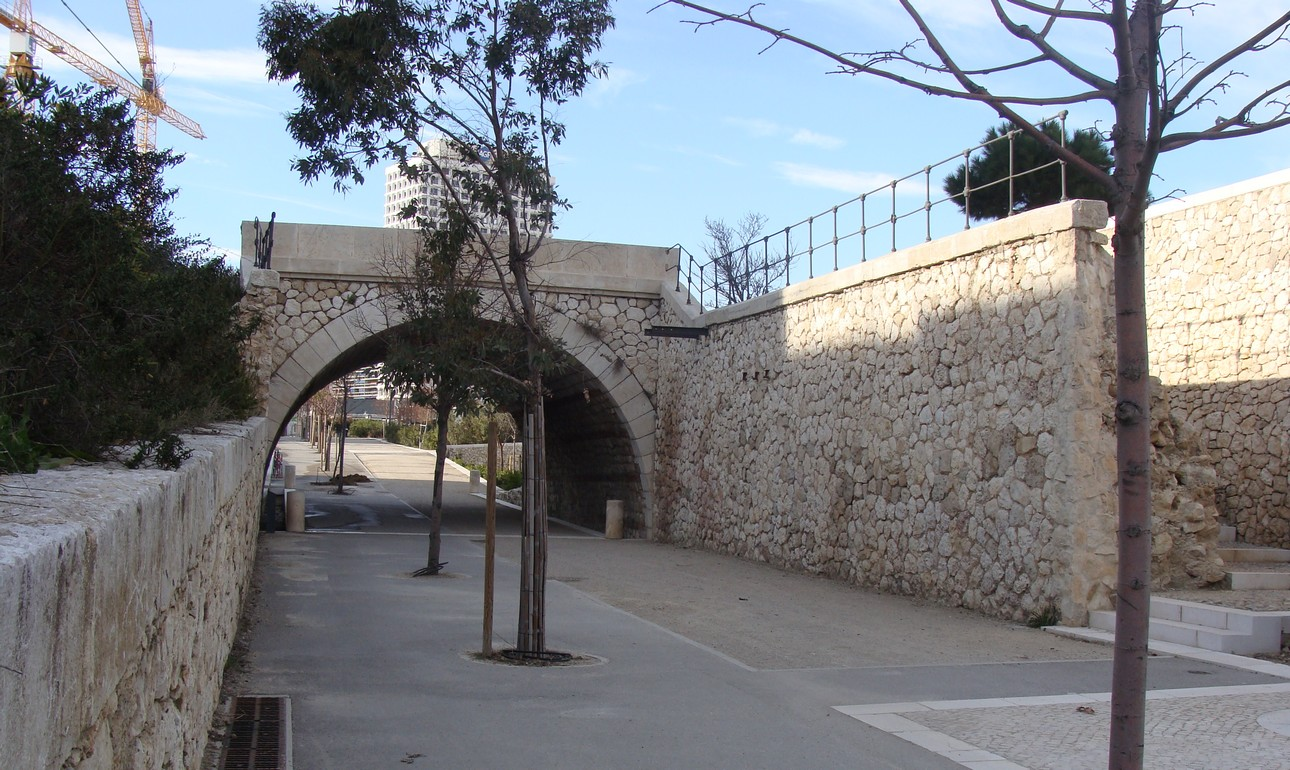
Marseille Parc du 26e.
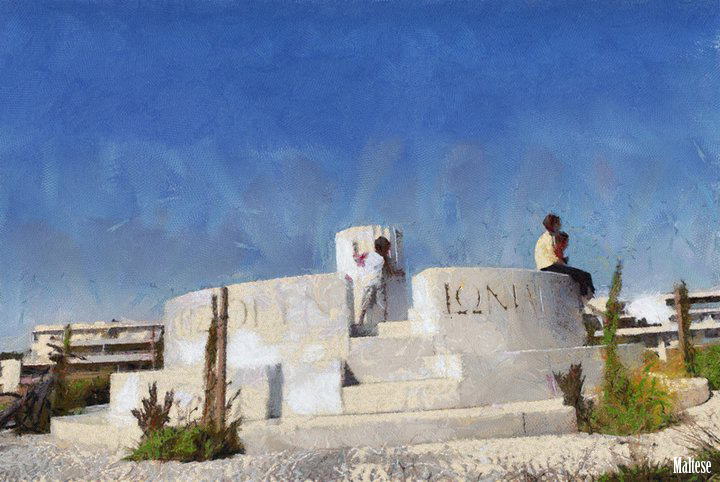
Peinture représentant le monument central.
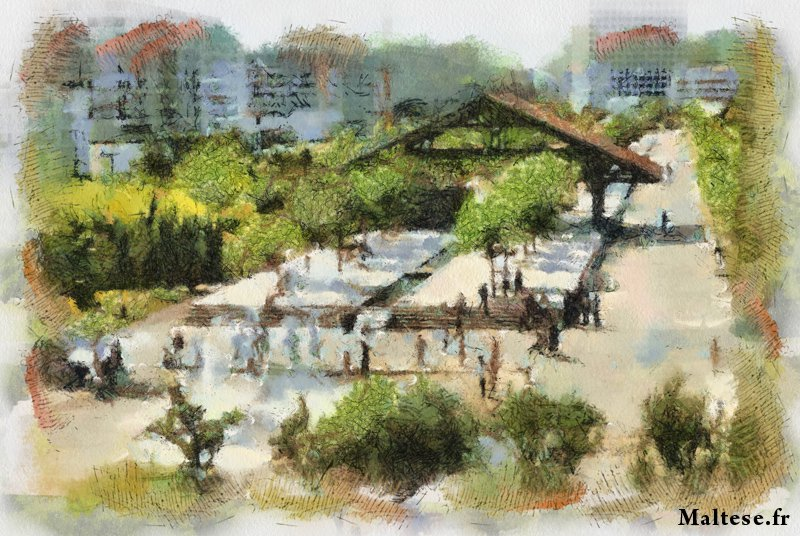
Aquarelle de l'allée centrale du parc.
Photo panoramique.